# Salix nebrodensis
Salix nebrodensis — вид квіткових рослин із родини вербових (Salicaceae).

## Морфологічна характеристика
Це кущ 3–5 метрів заввишки.

## Середовище проживання
Цей вид був описаний на основі зразків, зібраних на горі Неброді на північному сході Сицилії. Росте в прибережних заростях у вологих ґрунтах уздовж гірських потоків; на висотах 800–1500 метрів.

## Загрози
Цей вид обмежується гірськими потоками, і тому йому загрожує зміна умов навколишнього середовища на цих ділянках, однак наразі прямих загроз не задокументовано.

## Використання
Немає інформації про використання або торгівлю цим видом.